# Baltasar Hidalgo de Cisneros
Pour les articles homonymes, voir Cisneros.
Baltasar Hidalgo de Cisneros (Carthagène (Espagne), 6 janvier 1756 ― id., 1829) était un officier de marine et administrateur colonial espagnol. Il s’éleva jusqu’au grade d’amiral et fut le dernier vice-roi de la vice-royauté du Río de la Plata ayant pouvoir effectif sur tout le territoire de ladite vice-royauté ; celui qui fut désigné son successeur par le Conseil de régence d’Espagne et des Indes, Francisco Javier de Elío, ne parvint à gouverner, durant l’année 1811, que la seule ville de Montevideo.

## Carrière militaire
Issu d’une famille d'éminents officiers de marine, fils de Francisco Hidalgo de Cisneros y Seijas, lieutenant-général de la Real Armada, il embrassa dès le jeune âge la carrière navale, s’enrôlant en 1770 dans la Compagnie royale des Gardes maritimes.
En 1780, commandant la corvette Flecha, il réussit à capturer deux navires corsaires britanniques, le Rodney et le Nimbre. L’année suivante, se trouvant au commandement de la frégate Santa Bárbara, il parvint à s’emparer de quatre autres navires corsaires, britanniques également. Dans les années qui suivirent, il prit part à une expédition à Alger et fut élevé, pour sa participation à la défense de Cadix contre le blocus anglais, au grade de brigadier. Au début du XIXe siècle, bien que destiné à rejoindre l’état-major de la marine espagnole, il prit le parti, à la fin de 1804, de s’incorporer dans l’escadre qui, à Cadix, allait s’unir à la flotte française en vue de la bataille décisive contre la Grande-Bretagne.
En 1805 donc, il lutta contre les Anglais dans la bataille de Trafalgar et fut, parmi les marins espagnols engagés dans la bataille, l’un de ceux qui s’illustrèrent particulièrement par leur conduite. Doté du rang de général et de chef d’escadre, il combattit sur le vaisseau Santísima Trinidad, qui était le plus grand des navires qui participaient à la bataille, et qui intervint dans un des épisodes les plus intenses de celle-ci. De ces faits d’armes, il garda un certain degré de surdité à la suite d'un coup reçu lorsque le grand mât de son navire s’abattit sur lui.
Trafalgar fut sa dernière prestation proprement navale. Il participa ensuite, en tant que vice-président de la Junte de Carthagène, chargé de la défense de la ville, à la résistance contre l’invasion française de l’Espagne en prenant le commandement du port de Carthagène, un des ports de guerre les plus importants du pays.

## Vice-royauté du Río de la Plata
En 1809, la Junte suprême de Séville le nomma vice-roi du Río de la Plata, en remplacement de Jacques de Liniers. Sa mission principale était de restaurer l’autorité vice-royale, écornée par les dissensions entre son prédécesseur Jacques de Liniers — soupçonné, en raison de ses origines françaises, de déloyauté vis-à-vis de l’Espagne — et le gouverneur de Montevideo, Francisco Javier de Elío, qui avait institué une junte de gouvernement locale.
Après l’arrivée de Cisneros à Montevideo, au milieu du mois de juillet 1809, Elío reconnut l’autorité du nouveau vice-roi et, nommé inspecteur militaire de la Vice-royauté, dissolut la Junte locale. À Buenos Aires étaient en présence deux groupes d’opposants : d’une part, les juntistes locaux, dirigés par Martín de Álzaga, qui étaient certes en perte de vitesse à la suite de l’échec de la dénommée mutinerie d’Álzaga (en esp. asonada de Álzaga) du premier janvier passé, mais étaient vus d’un œil assez favorable en Espagne, ce pourquoi Cisneros chercha à attirer leurs bonnes grâces, en ne dépouillant pas Elío de son autorité et en se montrant clément avec les responsables de la mutinerie ; et d’autre part, les charlottistes, qui œuvraient à instaurer la régence de Charlotte Joachime d’Espagne sur le Río de la Plata, et mettaient en cause l’autorité de la Junte suprême et, par voie de conséquence, celle de Cisneros. Celui-ci évita les attaques charlottistes en exigeant, et obtenant, que le commandement politique fût transféré hors de la capitale, à Colonia del Sacramento.
Revenu finalement à Buenos Aires pour y exercer ses fonctions, il s’appliqua à réduire les conspirations et à affermir son pouvoir ; bien qu’il se vît obligé d’envoyer Elío en Espagne, il parvint à réarmer les milices espagnoles dissoutes après la mutinerie d’Álzaga, et réussit ainsi à amortir momentanément la crise politique.
Cependant, Cisneros entra en fonction dans un contexte qui en était aussi un de crise économique : le commerce de l’Espagne avec les colonies était en effet paralysé par suite de la défaite infligée à la flotte espagnole par la marine britannique et de l’impossibilité subséquente pour l’Espagne d’envoyer des vaisseaux de commerce vers ses colonies. Même lorsque l’Espagne eut conclu une alliance avec la Grande-Bretagne, le monopole séculaire de l’Espagne sur le commerce avec ses colonies interdisait à celles-ci d’avoir des échanges commerciaux avec l’Angleterre.
Cisneros alors eut l’idée d’autoriser le libre-échange avec la Grande-Bretagne, mais provoqua par là le mécontentement des puissants négociants de Buenos Aires, à qui les activités de contrebande apportaient de plantureux bénéfices. Pour s’assurer leur appui, Cisneros fut donc porté à annuler le décret de libre-échange qu’il avait dicté, ce qui suscita cette fois les protestations des hommes d’affaires anglais, lesquels, en tant qu’alliés de l’Espagne contre Napoléon, réclamaient la révocation d’une mesure par laquelle ils s’estimaient lésés. Soucieux de rester en bons termes avec les deux parties, Cisneros prorogea de quatre mois le libre-échange afin de donner aux Anglais du moins le temps de conclure leurs affaires.
Dans le courant de 1809, deux révolutions éclatèrent dans la région du Haut-Pérou, qui dépendait alors de la vice-royauté du Río de la Plata, et correspondait grosso modo à la Bolivie actuelle : ce fut d’abord, le 25 mai, la révolution de Chuquisaca, puis, le 16 juillet, une révolution à La Paz. Dans chacune de ces deux villes, une junte de gouvernement fut mise en place, au motif de la captivité du roi d’Espagne. Cisneros dépêcha contre elles une armée placée sous le commandement du général Vicente Nieto, qui accomplit sa mission à Chuquisaca sans effusion de sang. En revanche, le soulèvement de La Paz fut écrasé avec dureté par des troupes envoyées depuis la vice-royauté du Pérou, et les meneurs furent condamnés à mort. À Buenos Aires, cette répression eut l’effet d’accroître encore le ressentiment des révolutionnaires portègnes : Domingo French et Antonio Luis Beruti eurent beau jeu de faire observer que les soulèvements du Haut-Pérou — menés par des criollos — avaient été réprimés par la peine capitale, alors que ceux dirigés contre Liniers — menés par des Espagnols péninsulaires — s’étaient soldés par des mesures de grâce.
Après l’accostage, le 13 mai 1810, d’un navire avec à son bord des journaux contenant des nouvelles d’Espagne, celle en particulier de la soumission totale de la couronne d’Espagne et de la Junte de Séville aux forces napoléoniennes, Cisneros tenta d’intercepter ces journaux afin d’empêcher que cette nouvelle vînt à se répandre. Un exemplaire néanmoins parvint aux mains de Manuel Belgrano et de Juan José Castelli, qui s’empressèrent de diffuser la fatidique nouvelle, de sorte que Cisneros ne put faire autrement que de la proclamer officiellement le 18 mai.

### Révolution de Mai

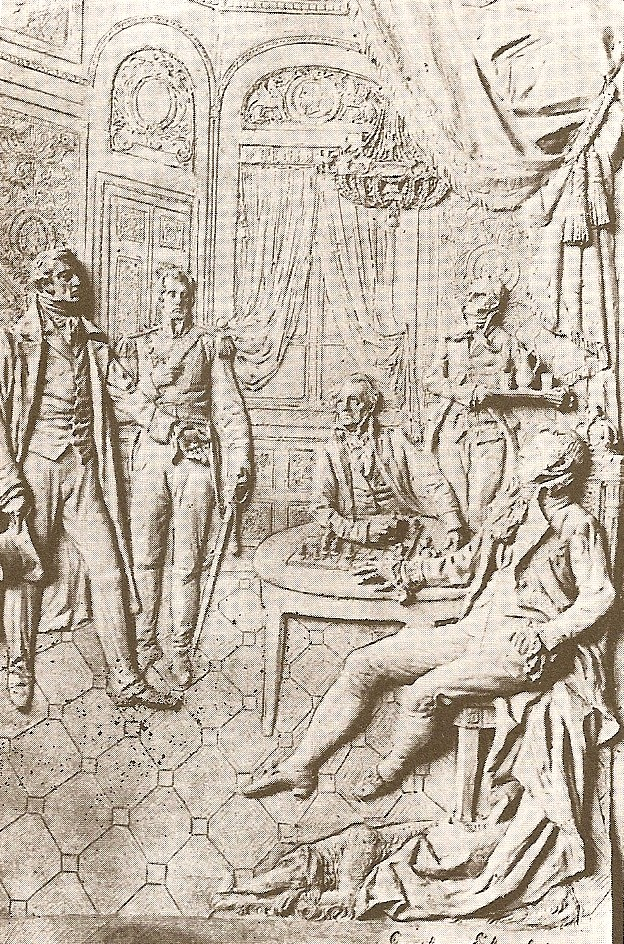
Castelli demandant au vice-roi Cisneros la tenue d’un cabildo ouvert. Bas-relief de Gustav Eberlein.

La révolution de Mai, également dénommée semaine de Mai, désigne la série de sept journées consécutives du 18 au 25 mai 1810, qui débuta par la confirmation de la chute de la Junte de Séville et déboucha sur la destitution de Cisneros et l’installation de la Première Junte.
Castelli et Martín Rodríguez, s’étant présentés le 20 mai chez Cisneros, le sollicitèrent de tenir un cabildo ouvert (esp. cabildo abierto) pour y décider du futur gouvernement de la colonie. Cisneros, réticent, finit par y consentir pour le lendemain 22 mai. Lors dudit cabildo ouvert, il fut décidé de former une junte de gouvernement, de laquelle Cisneros tenta d’abord de se faire désigner président. Cornelio Saavedra cependant lui représenta qu’une grande partie de la population rejetait l’idée qu’il restât aux affaires et que donc cette manœuvre ne prendrait pas : la population à coup sûr se rebellerait, et les soldats déserteraient de leurs postes. Il s’ensuivit la convocation d’un nouveau cabildo ouvert.
Au cours de la matinée du 25 mai, une grande multitude, emmenée par les miliciens Domingo French et Antonio Beruti, se rassembla sur la Plaza Mayor, l’actuelle place de Mai, réclamant l’annulation de la résolution de la veille, la démission définitive du vice-roi Cisneros, et la constitution d’une junte de gouvernement. Une résolution en ce sens tardant à être adoptée par le Cabildo, la foule amassée sur la place commença à s’agiter, clamant « le peuple veut savoir ce qui se prépare ! » (¡El pueblo quiere saber de qué se trata!).
Cisneros s’obstina à ne pas vouloir démissionner, mais au terme de longs efforts, les membres du Cabildo obtinrent finalement qu’il ratifiât et formalisât les termes de sa démission, et renonçât à ses prétentions de se maintenir à la tête du gouvernement. Cela, toutefois, apparut insuffisant, car les représentants de la foule réunie sur la place firent valoir que le peuple avait décidé de se ressaisir de l’autorité déléguée au cabildo ouvert du 22 mai, et exigeait la formation d’une junte. D’autre part, il fut disposé qu’une expédition de 500 hommes serait envoyée pour venir en aide aux provinces intérieures.
Bientôt arriva à la salle capitulaire l’acte de démission de Cisneros, et l’on put procéder à la désignation de la Première Junte, premier gouvernement autonome. Cependant, ce même 25 mai, Cisneros missionna José Melchor Lavín de se rendre à Córdoba pour avertir Jacques de Liniers et le requérir d’entreprendre des actions militaires contre la Junte.
Le 15 juin, les membres de la Real Audiencia jurèrent secrètement fidélité au Conseil de régence d’Espagne et des Indes et envoyèrent aux villes de l’intérieur des circulaires les appelant à ne pas faire allégeance au nouveau gouvernement. Pour mettre un terme à ces manœuvres, la Première Junte, après avoir convoqué l’ensemble des membres de l'Audiencia, ainsi que le ci-devant vice-roi Cisneros, les fit embarquer, au prétexte que leurs vies étaient en danger, sur le navire britannique HMS Dart. Consigne fut donnée par Larrea au capitaine Mark Brigut de ne faire escale dans aucun port américain et de les transporter tous vers les îles Canaries.

## Dernières années
Ayant débarqué aux Canaries, Cisneros avisa le Conseil de régence des événements survenus à Buenos Aires et sollicita quelques mois de mise en disponibilité pour cause de maladie. Après s’être réuni avec sa famille, elle aussi arrivée de Buenos Aires, il quitta les Canaries et s’en retourna à Cadix en juillet 1811. En janvier 1813, il fut nommé Commandant général du département de Cadix, et élevé, peu après, au rang de capitaine général.
Il vint par la suite à occuper en Espagne plusieurs hautes fonctions encore, notamment celles de ministre de la Marine, puis de commandant d’une expédition militaire lancée afin de reconquérir le Río de la Plata, laquelle expédition se termina par un échec en janvier 1820 en raison notamment du pronunciamiento de Riego.
Il s’éteignit dans sa ville natale en 1829.